# ECMAScript
ECMAScript är ett skriptspråk som är standardiserat av Ecma International i ECMA-262. Språket är i bruk främst i webbsammanhang och refereras, felaktigt, ofta som Javascript och JScript, som är de två största dialekterna av specifikationen.

## Historia
År 1995 i december presenterade Sun Microsystems och Netscape Communications Corporation Javascript för första gången. I mars 1996 släppte Netscape den första stabila webbläsaren med stöd för Javascript, Netscape Navigator 2.0. På grund av populariteten som Javascript kom att få som utökningsspråk för webbsidor, utvecklade Microsoft en mestadels kompatibel variant, som kom att kallas JScript, och dök upp i Internet Explorer 3.0.
Netscape lämnade Javascriptspecifikationen till Ecma International för standardisering. Standarden fick beteckningen ECMA-262 och arbetet inleddes i november 1996. Den första utgåvan av ECMA-262 färdigställdes i juni 1997.
ECMAScript är idag namnet på språket som standardiseras i standarden ECMA-262. Både Javascript och JScript siktar idag på att vara kompatibla med denna. De är dock inte det samma som ECMAScript, eftersom både JScript och Javascript innehåller utökningar som inte specificeras av ECMA-262. (Inte heller JScript och Javascript är fullt kompatibla med varandra då de innehåller olika utökningar.) För att tydliggöra det hela kan ECMAScript ses som en delmängd av Javascript eller JScript, d.v.s. ECMAScript kan tolkas av en Javascript- eller JScript-kompatibel tolk medan en ECMAScript-tolk generellt inte behöver klara av att tolka all Javascript- eller JScript-kod för att vara kompatibel med ECMA-262.